# Dunkle Tage
Dunkle Tage ist ein deutsches Fernseh-Drama der deutschen Regisseurin Margarethe von Trotta aus dem Jahre 1999. Seine Erstausstrahlung war am 5. Mai 1999 in der ARD.

## Kurzinhalt
Nach dem Tod ihres Mannes verfällt Angela Rinser zusehends der Alkoholsucht. Ihre zwei Kinder Felicitas und Max sind zumeist auf sich alleine gestellt.

## Kritik
„Eindringliche Studie über Abhängigkeit und ihre sozialen Folgen.“